# Sergi Grimau
Sergi Grimau Gragera, (nacido el 15 de enero de 1975 en Barcelona, Cataluña) es un exjugador de baloncesto español. Con 2.00 de estatura, su puesto natural en la cancha era el de alero. Es el mayor de una saga de hermanos baloncestistas formado por Roger (1978) y por Jordi (1983).

## Trayectoria
- Cantera C.B. Sant Medir Barcelona.
- Cantera FC Barcelona
- C.B. Santfeliuenc (1993-1994)
- Maristas Ademar Badalona (1994-1995)
- Bàsquet Club Andorra (1994-1995)
- Ademar Badalona (1995-1996)
- Bàsquet Club Andorra (1995-1997)
- Viatges Aliguer Pineda (1997-1998)
- Menorca Básquet (1998-1999)
- Lleida Bàsquet (1999-2001)
- Drac Inca (2001-2002)
- Club Baloncesto Villa Los Barrios (2002-2003)
- C.B. Valls Fèlix Hotel (2002-2004)
- Club Bàsquet Girona (2004-2005)
- Lleida Bàsquet (2005-2006)